# Edmund Lawrence (regista)
Edmund Lawrence (San Francisco, 1881 – Lake Secor, 29 luglio 1944) è stato un attore teatrale e regista cinematografico statunitense che lavorò nel cinema all'epoca del muto.
Era il padre di Adelaide Lawrence, un'attrice bambina che lavorò nel cinema muto.

## Filmografia

### Regista
- The Thief – cortometraggio (1912)
- A Political Kidnapping
- The Barefoot Boy – cortometraggio (1912)
- The Little Keeper of the Light
- The Little Wanderer – cortometraggio (1912)
- The Girl Reporter's Big Scoop – cortometraggio (1912)
- The Street Singer – cortometraggio (1912)
- The Heart of John Grimm – cortometraggio (1912)
- The County Fair – cortometraggio (1912)
- The Strange Story of Elsie Mason – cortometraggio (1912)
- The Mystery of Grandfather's Clock – cortometraggio (1912)
- The Young Millionaire – cortometraggio (1912)
- The Tell-Tale Message
- A Daughter's Sacrifice (1912)
- The Finger of Suspicion (1912)
- A Business Buccaneer (1912)
- The Flag of Freedom (1913)
- Grandfather
- The Nurse at Mulberry Bend - cortometrggio (1913)
- The Cub Reporter's Temptation – cortometraggio (1913)

- The American Princess – cortometraggio (1913)
- In the Grip of a Charlatan
- A Streak of Yellow – cortometraggio (1913)

- The Influence of a Child – cortometraggio (1913)

- The Electrician's Hazard
- A Secret Crime
- The Hour of Danger
- The Missing Jewels – cortometraggio (1914)
- The Fatal Portrait – cortometraggio (1914)
- Accused (1914)
- Old Man Higgenbotham's Daughter
- The Counterfeiter's Plot
- The Dancing Beetle
- Health by the Year
- Housekeeping Under Cover
- The Warning (1915)
- The Ransom (1916)
- The Price of Happiness (1916)
- The Scarlet Woman  (1916)
- Beloved Adventuress, co-regia di William A. Brady e George Cowl (1917)
- Married in Name Only
- A Daughter of France (1918)
- Life or Honor?
- The Firebrand (1918)
- Her Price (1918)
- The Liar (1918)
- The Queen of Hearts (1918)
- The Love Auction (1919)
- Cheating Herself
- The Merry-Go-Round (1919)
- The Lure of Ambition
- Lost Money
- What Would You Do?, co-regia di Denison Clift (1920)
- Walls Tell Tales
- Two Masters
- The Dancing Town
- The Home Girl
- The House of Secrets

### Sceneggiatore
- Married in Name Only
- The Love Auction, regia di Edmund Lawrence (1919)
- The Lure of Ambition